# Panglima Estino
Panglima Estino (New Panamao) ist eine philippinische Stadtgemeinde in der Provinz Sulu. Sie hat 28.817 Einwohner (Zensus 1. August 2015).

## Baranggays
Panglima Estino ist politisch in zwölf Baranggays unterteilt.
- Gagguil
- Gata-gata
- Jinggan
- Kamih-Pungud
- Lihbug Kabaw
- Likbah
- Lubuk-lubuk
- Marsada
- Paiksa
- Pandakan
- Punay (Pob.)
- Tiptipon